# Wuhan World Trade Tower
La Wuhan World Trade Tower (en chino, 武汉 世界 贸易 大厦) es un rascacielos  de 273 metros de altura situado en Wuhan, China. Hasta abril de 2006 era el edificio más alto de la ciudad, siendo superado por el edificio Minsheng Bank Building.
La construcción de la Wuhan World Trade Tower fue finalizada en 1998 y tiene 60 plantas, dos de ellas subterráneas y las restantes 58 quedan por encima del suelo. La torre sirve para como oficinas.
La torre mide 273 metros hasta la antena, sin embargo, su altura es de 248 metros de altura hasta la zotea y 229 m de altura hasta el techo de la última planta.
En abril de 2006, era el 56 edificio más alto existente en el mundo.